# La bestia en la cueva
La bestia en la cueva (título original en inglés: The Beast in the Cave) es uno de los primeros cuentos de H. P. Lovecraft, escrito en la primavera de 1904, cuando contaba tan solo quince años de edad. Se publicó por primera vez en el fanzine The Vagrant en junio de 1918. En los años 30, Lovecraft envió una copia del manuscrito a un prometedor joven con el que mantenía correspondencia como un ejemplo del material que escribía a su edad. 
La obra se reduce a un mero ejercicio de recreación o imitación de los cuentos de terror gótico, casi rayando el plagio. No obstante, es curioso poder constatar la tradición gótica en un temprano Lovecraft.

## Trama
Un hombre explorando Mammoth Cave se separa de su guía y se extravía. La batería de su linterna se acaba y empieza a perder la esperanza de encontrar la salida cuando escucha el sonido de unas pisadas que no parecen ser humanas. Aterrado por la idea de que pueda ser un puma u otro animal, lanza una piedra a la fuente del sonido, la bestia recibe el impacto y cae al suelo. El guía encuentra al protagonista y juntos examinan la criatura a la luz de la linterna del guía. La criatura expira y logran verle la cara. Descubren el rostro pálido y deformado de un humano que también se perdió en la misma cueva varios años atrás.